# Bombaż
Bombaż – wydęcie denka puszki konserw, nakrętki lub wieczka pojemnika wywołane wzrostem ciśnienia gazów (dwutlenku węgla, wodoru, siarkowodoru, amoniaku).
Bombaż może powstać w wyniku procesów fermentacyjnych, związanych z rozwojem szkodliwej mikroflory, pozostałej w produkcie na skutek błędów w procesach technologicznych, zazwyczaj niewłaściwej obróbki termicznej – jest to tak zwany bombaż biologiczny (mikrobiologiczny). 
Wydęcie denka i wieczka, nieznikające po jednoczesnym ich naciśnięciu, może także zostać wywołane przez produkty gazowe będące wynikiem reakcji metalu puszki z jej zawartością (mięsem, mieszanką peklującą, przyprawami). Mówimy wówczas o bombażu chemicznym. 
Istnieje także trzeci rodzaj bombażu: bombaż fizyczny, który powstaje w następstwie przepełnienia puszki konserwy lub napełnienia jej zimnym produktem. Odmianą bombażu fizycznego jest tzw. bombaż zimowy, którego przyczyną jest zamarznięcie i rozszerzanie się części płynnych konserwy.